# Grand Prix Singapuru 2013
Grand Prix Singapuru 2013 (oficiálně 2013 Formula 1 SingTel Singapore Grand Prix) se jela na trati Marina Bay Street Circuit v Singapuru dne 22. září 2013. Závod byl třináctým v pořadí v sezóně 2013 šampionátu Formule 1.

## Kvalifikace
| Poř.                       | No. | Jezdec              | Konstruktér          | Časy v kvalifikaci | Časy v kvalifikaci | Časy v kvalifikaci | Pořadí na startu |
| Poř.                       | No. | Jezdec              | Konstruktér          | Q1                 | Q2                 | Q3                 | Pořadí na startu |
| -------------------------- | --- | ------------------- | -------------------- | ------------------ | ------------------ | ------------------ | ---------------- |
| 1                          | 1   | Sebastian Vettel    | Red Bull-Renault     | 1:45.376           | 1:42.905           | 1:42.841           | 1                |
| 2                          | 9   | Nico Rosberg        | Mercedes             | 1:45.208           | 1:43.892           | 1:42.932           | 2                |
| 3                          | 8   | Romain Grosjean     | Lotus-Renault        | 1:45.851           | 1:43.957           | 1:43.058           | 3                |
| 4                          | 2   | Mark Webber         | Red Bull-Renault     | 1:45.271           | 1:43.272           | 1:43.152           | 4                |
| 5                          | 10  | Lewis Hamilton      | Mercedes             | 1:44.196           | 1:43.920           | 1:43.254           | 5                |
| 6                          | 4   | Felipe Massa        | Ferrari              | 1:45.658           | 1:44.376           | 1:43.890           | 6                |
| 7                          | 3   | Fernando Alonso     | Ferrari              | 1:45.115           | 1:44.153           | 1:43.938           | 7                |
| 8                          | 5   | Jenson Button       | McLaren-Mercedes     | 1:45.009           | 1:44.497           | 1:44.282           | 8                |
| 9                          | 19  | Daniel Ricciardo    | Toro Rosso-Ferrari   | 1:45.379           | 1:44.407           | 1:44.439           | 9                |
| 10                         | 12  | Esteban Gutiérrez   | Sauber-Ferrari       | 1:45.483           | 1:44.245           | Bez času           | 10               |
| 11                         | 11  | Nico Hülkenberg     | Sauber-Ferrari       | 1:45.381           | 1:44.555           |                    | 11               |
| 12                         | 18  | Jean-Éric Vergne    | Toro Rosso-Ferrari   | 1:45.657           | 1:44.588           |                    | 12               |
| 13                         | 7   | Kimi Räikkönen      | Lotus-Renault        | 1:45.522           | 1:44.658           |                    | 13               |
| 14                         | 6   | Sergio Pérez        | McLaren-Mercedes     | 1:45.164           | 1:44.752           |                    | 14               |
| 15                         | 15  | Adrian Sutil        | Force India-Mercedes | 1:45.960           | 1:45.185           |                    | 15               |
| 16                         | 17  | Valtteri Bottas     | Williams-Renault     | 1:45.982           | 1:45.388           |                    | 16               |
| 17                         | 14  | Paul di Resta       | Force India-Mercedes | 1:46.121           |                    |                    | 17               |
| 18                         | 16  | Pastor Maldonado    | Williams-Renault     | 1:46.619           |                    |                    | 18               |
| 19                         | 20  | Charles Pic         | Caterham-Renault     | 1:48.111           |                    |                    | 19               |
| 20                         | 21  | Giedo van der Garde | Caterham-Renault     | 1:48.320           |                    |                    | 20               |
| 21                         | 22  | Jules Bianchi       | Marussia-Cosworth    | 1:48.830           |                    |                    | 21               |
| 22                         | 23  | Max Chilton         | Marussia-Cosworth    | 1:48.930           |                    |                    | 22               |
| 107% času vítěze: 1:51.489 |     |                     |                      |                    |                    |                    |                  |
| Zdroj:                     |     |                     |                      |                    |                    |                    |                  |

## Závod
| Poř.   | No. | Jezdec              | Konstruktér          | Počet kol | Čas/Odstoupení | Pořadí na startu | Body |
| ------ | --- | ------------------- | -------------------- | --------- | -------------- | ---------------- | ---- |
| 1      | 1   | Sebastian Vettel    | Red Bull-Renault     | 61        | 1:59:13.132    | 1                | 25   |
| 2      | 3   | Fernando Alonso     | Ferrari              | 61        | +32.627        | 7                | 18   |
| 3      | 7   | Kimi Räikkönen      | Lotus-Renault        | 61        | +43.920        | 13               | 15   |
| 4      | 9   | Nico Rosberg        | Mercedes             | 61        | +51.155        | 2                | 12   |
| 5      | 10  | Lewis Hamilton      | Mercedes             | 61        | +53.159        | 5                | 10   |
| 6      | 4   | Felipe Massa        | Ferrari              | 61        | +1:03.877      | 6                | 8    |
| 7      | 5   | Jenson Button       | McLaren-Mercedes     | 61        | +1:23.354      | 8                | 6    |
| 8      | 6   | Sergio Pérez        | McLaren-Mercedes     | 61        | +1:23.820      | 14               | 4    |
| 9      | 11  | Nico Hülkenberg     | Sauber-Ferrari       | 61        | +1:24.261      | 11               | 2    |
| 10     | 15  | Adrian Sutil        | Force India-Mercedes | 61        | +1:24.688      | 15               | 1    |
| 11     | 16  | Pastor Maldonado    | Williams-Renault     | 61        | +1:28.479      | 18               |      |
| 12     | 12  | Esteban Gutiérrez   | Sauber-Ferrari       | 61        | +1:37.894      | 10               |      |
| 13     | 17  | Valtteri Bottas     | Williams-Renault     | 61        | +1:45.161      | 16               |      |
| 14     | 18  | Jean-Éric Vergne    | Toro Rosso-Ferrari   | 61        | +1:53.512      | 12               |      |
| 15     | 2   | Mark Webber         | Red Bull-Renault     | 60        | Motor          | 4                |      |
| 16     | 21  | Giedo van der Garde | Caterham-Renault     | 60        | +1 kolo        | 20               |      |
| 17     | 23  | Max Chilton         | Marussia-Cosworth    | 60        | +1 kolo        | 22               |      |
| 18     | 22  | Jules Bianchi       | Marussia-Cosworth    | 60        | +1 kolo        | 21               |      |
| 19     | 20  | Charles Pic         | Caterham-Renault     | 60        | +1 kolo        | 19               |      |
| 20     | 14  | Paul di Resta       | Force India-Mercedes | 54        | Nehoda         | 17               |      |
| Ret    | 8   | Romain Grosjean     | Lotus-Renault        | 37        | Pneumatiky     | 3                |      |
| Ret    | 19  | Daniel Ricciardo    | Toro Rosso-Ferrari   | 23        | Nehoda         | 9                |      |
| Zdroj: |     |                     |                      |           |                |                  |      |

Poznámky
1. 1 2  Mark Webber a Paul di Resta odstoupili ze závodu, ale byli klasifikováni, protože odjeli více než 90 % délky závodu.

## Průběžné pořadí po závodě
Pohár jezdců
|  | Pořadí | Jezdec           | Body |
|  | ------ | ---------------- | ---- |
|  | 1      | Sebastian Vettel | 247  |
|  | 2      | Fernando Alonso  | 187  |
|  | 3      | Lewis Hamilton   | 151  |
|  | 4      | Kimi Räikkönen   | 149  |
|  | 5      | Mark Webber      | 130  |

Pohár konstruktérů
|  | Pořadí | Konstruktér      | Body |
|  | ------ | ---------------- | ---- |
|  | 1      | Red Bull-Renault | 377  |
|  | 2      | Ferrari          | 274  |
|  | 3      | Mercedes         | 267  |
|  | 4      | Lotus-Renault    | 207  |
|  | 5      | McLaren-Mercedes | 76   |